# Esso Maracaibo

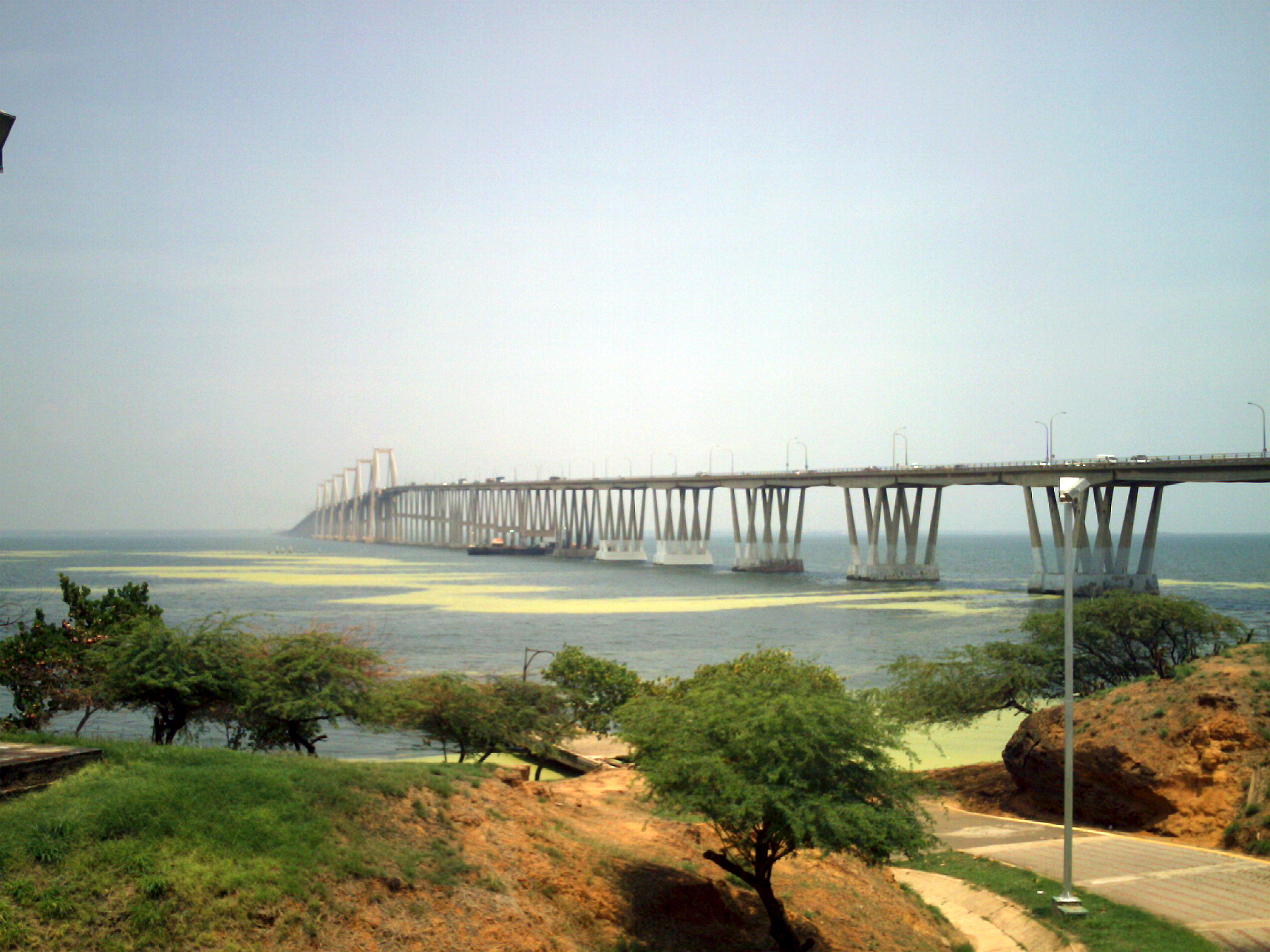
Puente puente General Rafael Urdaneta sobre el lago de Maracaibo, Venezuela.

El ESSO Maracaibo fue un barco petrolero propiedad de la Creole Petroleum Corporation que transportaba crudo desde el Lago de Maracaibo y la península de Paraguaná para ser refinado en Aruba. Como muchos otros tanqueros de la época, fue bautizado en honor a una ciudad de Venezuela (en este caso la capital del estado Zulia) y también se le conoce como ESSO Maracaibo II para no confundirlo con el ESSO Maracaibo, otro petrolero del mismo nombre retirado en 1956 pero que sirvió rutas y labores similares en la industria petrolera venezolana. Este buque es una referencia en la historia de Venezuela ya que el 6 de abril de 1964 se estrelló contra el Puente General Rafael Urdaneta tras sufrir un fallo eléctrico mayor.

## Historia
El ESSO Maracaibo fue construido para la Creole Petroleum Corporation por el consorcio industrial japonés Hitachi Zosen en sus astilleros de Innoshima, Japón (actual Onomichi). Fue botado en 1959 y sirvió para transportar petróleo fuera de los pozos del Lago de Maracaibo hasta que fue retirado en 1985. El buque funcionaba con una turbina de vapor y alcanzaba una velocidad de 15 nudos. Su capacidad original era de 24.727 GRT (Gross Register Tonnage o Tonelaje de Registro Bruto) y 35.601 DWT (Dead Weight Tonnage o Tonelaje de Peso Muerto).

## Accidente
El lunes 6 de abril de 1964 a las 11:45 p. m., el ESSO Maracaibo se estrelló contra las pilas 31 y 32 del Puente General Rafael Urdaneta mientras maniobraba sobre el canal de navegación en camino a Aruba, debido a un fallo eléctrico mayor que le hizo perder el control del timón. Ante la emergencia el capitán ordenó echar el ancla y encallar el buque en los bancos de arena a los lados del canal de navegación, pero ninguna de las dos medidas evitaron la colisión.  
El ESSO Maracaibo, cargado a capacidad con 236 000 barriles de petróleo, derribó una sección de unos 259 metros del puente. Parte de esta cayó en las aguas del lago y otras se estrellaron frente a la superestructura del buque. Debido a la pérdida del puente, cuatro vehículos se precipitaron al lago y murieron siete personas. Ninguna de ellas en el tanquero, que no sufrió fuegos, explosiones o derrames de crudo.
El puente fue reparado por la Creole Petroleum Corporation y reabierto poco más de ocho meses después. Al buque se le añadió una nueva sección que aumentó su longitud a 212,2 pies. También se bajó el GRT a 24 088 y se subió el DWT a 40 925. En 1976, el Esso Maracaibo II cambió de nombre a Lagoven Maracaibo tras la nacionalización petrolera. El buque se mantuvo en servicio hasta 1985, cuando fue vendido a National Ship Demolition Co. Ltd. de Taiwán para desguace por 112,5 USD por tonelada de desplazamiento en vacío (LDT, peso de un buque sin nada a bordo). El trabajo se inició el 20 de junio de 1985 y se finalizó ese mismo año.